# Marina Kuptsova
Marina Kuptsova (Moscú, Rusia, 22 de diciembre de 1981) es una atleta rusa, especialista en la prueba de salto de altura, en la que ha logrado ser subcampeona mundial en 2003.

## Carrera deportiva
En el Mundial de París 2003 ganó la medalla de plata en salto de altura, con un salto de 2.00 metros, quedando tras la sudafricana Hestrie Cloete que saltó 2.06 metros, y por delante de la sueca Kajsa Bergqvist que también saltó 2.00 metros, aunque necesitó más intentos.